# Tomislavgrad
Tomislavgrad (en cyrillique : Томиславград) est une ville et une municipalité de Bosnie-Herzégovine située dans le canton 10 et dans la fédération de Bosnie-et-Herzégovine. Selon les premiers résultats du recensement bosnien de 2013, la ville intra muros compte 5 760 habitants et la municipalité 33 032.

## Nom de la ville
La ville existait déjà à l'époque romaine, sous le nom de Delminium ou Dumno, qui devint ensuite Duvno ; elle fut aussi appelée sous l'Empire ottoman Županj-potok, et dans l'Empire austro-hongrois Županjac ; la ville de Duvno devint Tomislavgrad en 1928 en l'honneur du fils nouveau-né du roi Alexandre Ier . En 1945, elle fut rebaptisée Duvno par les communistes. Puis elle retrouva son nom de Tomislavgrad après les premières élections libres et avant la guerre de Bosnie-Herzégovine en 1992. Le nom de Duvno subsiste quand même occasionnellement comme appellation usuelle, et surtout dans le nom du diocèse de Mostar-Duvno, avec deux noms latins : Dumnensis ou Dalminiensis.

## Géographie

### Localisation
La municipalité se situe en bordure des municipalités de Posušje (au sud), Livno (au nord-ouest), Kupres et de Prozor-Rama (au nord) et de Jablanica (à l'est). La ville d'Imotski, en Croatie, est située à l'ouest de Tomislavgrad.

### Relief

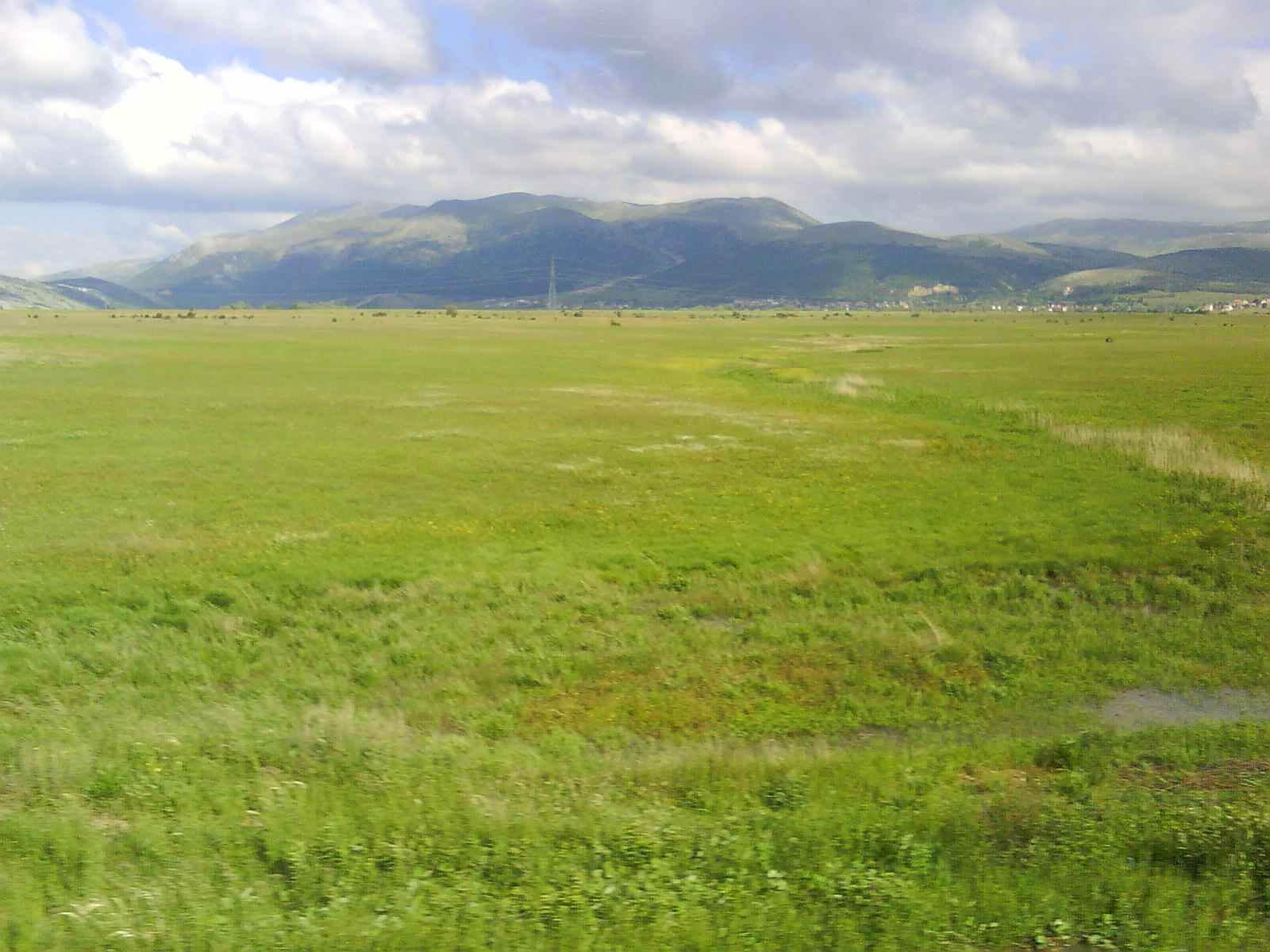
Le poljé de Duvno

Tomislavgrad se trouve dans les Alpes dinariques, sur le poljé de Duvno (Duvanjsko polje), un plateau karstique qui culmine entre 840 et 900 m d'altitude. Elle est entourée par les monts Pločno (2 298 m), Veliki Vran (2 074 m) et, un peu plus loin, par les monts  Ljubuša, Tušnica et Mali Vran, qui s'élèvent tous au-dessus de 1 700 m.

### Hydrologie

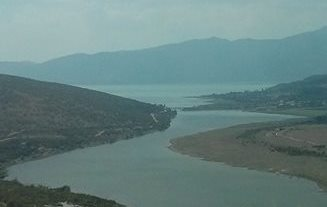
Le lac de Buško

La municipalité possède deux lacs importants, le lac de Buško et le lac de Blidinje. Le lac de Buško, un lac de retenue, se trouve à une altitude 716 m et couvre une superficie de 55,8 km2, pour un volume total de 782 millions de mètres cubes ; par sa superficie, il est le plus grand lac artificiel d'Europe. Dans le lac s'écoule la rivière Šuica. Le deuxième lac, celui de Blidinje, se trouve à 1 250 m d'altitude et est un lac glaciaire qui gèle en hiver et se trouve à sec en plein été.

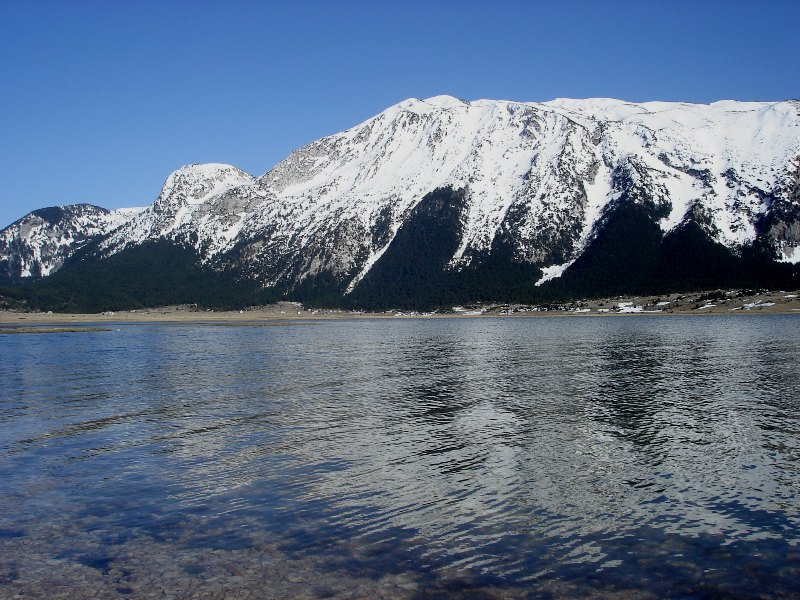
Le lac de Blidinje
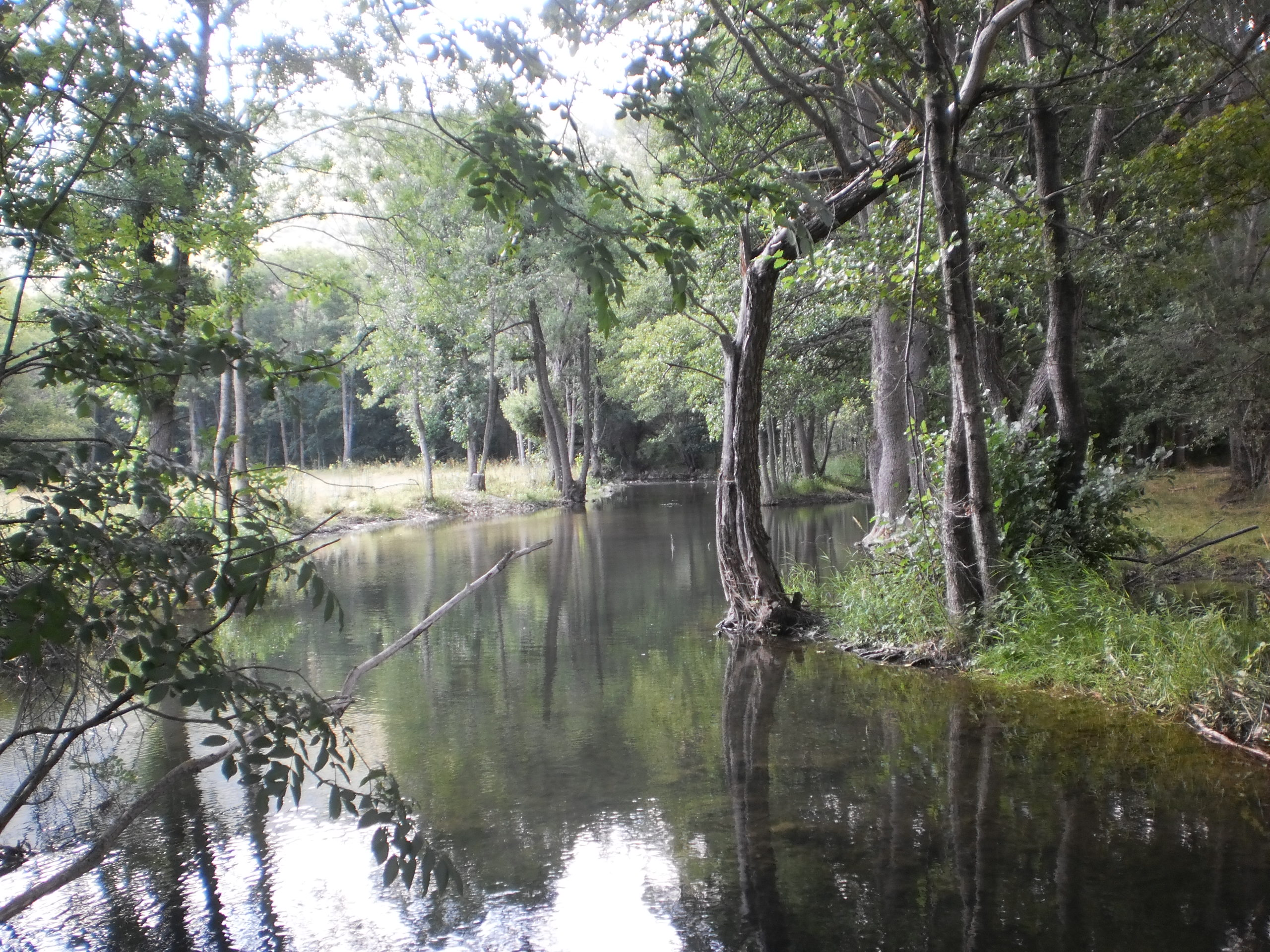
La rivière Šuica

## Climat
Tomislavgrad jouit d'un climat tempéré froid, avec une température moyenne annuelle de 8,7 °C ; juillet est le mois le plus chaud de l'année, avec une moyenne de 18,1 °C. Le mois le plus froid est janvier avec une moyenne de −0,8 °C. La moyenne des précipitations annuelles est de 1 107 mm/m2, avec les précipitations mensuelles les plus faibles en juillet et les plus élevées en novembre.
| Mois                                 | Janv | Fév  | Mars | Avr  | Mai  | Juin | Juil | Août | Sept | Oct  | Nov | Déc  | Année |
| ------------------------------------ | ---- | ---- | ---- | ---- | ---- | ---- | ---- | ---- | ---- | ---- | --- | ---- | ----- |
| Températures maximales moyennes (°C) | 1,7  | 3,8  | 7,6  | 12,2 | 17,3 | 21,0 | 23,6 | 23,1 | 19,1 | 13,2 | 7,8 | 3,3  |       |
| Températures moyennes (°C)           | -0,6 | 0,8  | 3,8  | 7,7  | 12,4 | 16,0 | 18,1 | 17,6 | 14,1 | 9,3  | 4,9 | 0,9  | 8,7   |
| Températures minimales moyennes (°C) | -3,2 | -2,6 | 0,0  | 3,3  | 7,6  | 11,0 | 12,7 | 12,2 | 9,1  | 5,4  | 2,0 | -1,4 |       |
| Précipitations moyennes (mm)         | 86   | 89   | 81   | 85   | 83   | 89   | 65   | 67   | 76   | 101  | 143 | 142  | 1107  |

## Histoire
Ville d'origine romaine, ou préhistorique.
En 679, Assemblée de Duvno, réunissant les provinces de Dalmatie en présence des envoyés du pape Agathon et de l’empereur byzantin Constantin IV : établissement de deux évêchés distincts pour les Croates et les Serbes.
En 925, le duc Tomislav est couronné roi des Croates sur le « champ de Duvno » avec l'assentiment du pape Jean X. Il étend son pouvoir à la Croatie centrale, la Slavonie, la Dalmatie et la majeure partie de la Bosnie. Le royaume croate est indépendant pendant deux siècles.

## Localités

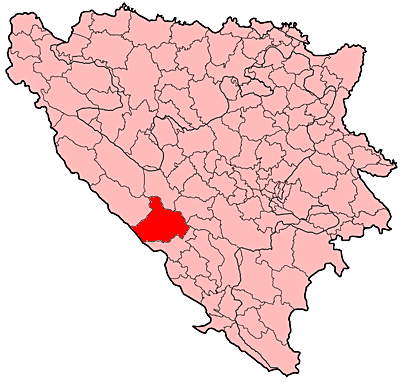
Localisation de la municipalité de Tomislavgrad en Bosnie-Herzégovine

La municipalité de Tomislavgrad compte 60 localités :
| - Baljci - Blažuj - Bobara - Bogdašić - Borčani - Bukova Gora - Bukovica - Cebara - Crvenice - Ćavarov Stan - Dobrići - Donji Brišnik - Eminovo Selo - Galečić - Gornja Prisika | - Gornji Brišnik - Grabovica - Jošanica - Kazaginac - Kolo - Kongora - Korita - Kovači - Krnjin - Kuk - Letka - Lipa - Liskovača - Lug - Mandino Selo | - Mesihovina - Mijakovo Polje - Mokronoge - Mrkodol - Omerovići - Omolje - Oplećani - Pasić - Podgaj - Prisoje - Radoši - Rašćani - Rašeljke - Renići - Roško Polje | - Rošnjače - Sarajlije - Seonica - Srđani - Stipanjići - Šuica - Tomislavgrad - Vedašić - Vinica - Vojkovići - Vranjače - Vrilo - Zaljiće - Zaljut - Zidine |

## Démographie

### Villeintra muros

#### Évolution historique de la population dans la villeintra muros
| 1948 | 1953 | 1961  | 1971  | 1981  | 1991  | 2013  |
| ---- | ---- | ----- | ----- | ----- | ----- | ----- |
| -    | -    | 1 986 | 3 265 | 4 231 | 5 012 | 5 760 |

|  |

### Municipalité

#### Évolution historique de la population dans la municipalité
| 1961   | 1971   | 1981   | 1991   | 2013   |
| ------ | ------ | ------ | ------ | ------ |
| 33 046 | 33 135 | 30 666 | 30 009 | 33 032 |

#### Répartition de la population par nationalités dans la municipalité (1991)
En 1991, sur un total de 30 009 habitants, la population se répartissait de la manière suivante :

## Politique
À la suite des élections locales de 2012, les 25 sièges de l'assemblée municipale se répartissaient de la manière suivante :
| Parti                                                                                  | Sièges |
| -------------------------------------------------------------------------------------- | ------ |
| Union démocratique croate de Bosnie-Herzégovine (HDZ BiH)                              | 9      |
| Parti croate du Droit de Bosnie-Herzégovine (HSP BiH)                                  | 7      |
| Union démocratique croate 1990 (HDZ 1990)                                              | 3      |
| Parti social-démocrate (SDP)                                                           | 2      |
| Parti d'action démocratique (SDA)                                                      | 2      |
| Parti paysan croate de Bosnie-Herzégovine (HSS BiH) - Nouvelle initiative croate (NHI) | 1      |
| Pur parti croate du Droit de Bosnie-Herzégovine (HČSP BiH)                             | 1      |

Ivan Vukadin, membre de l'Union démocratique croate de Bosnie et Herzégovine (HDZ BiH), a été réélu maire de la municipalité.

## Tourisme

### Nature

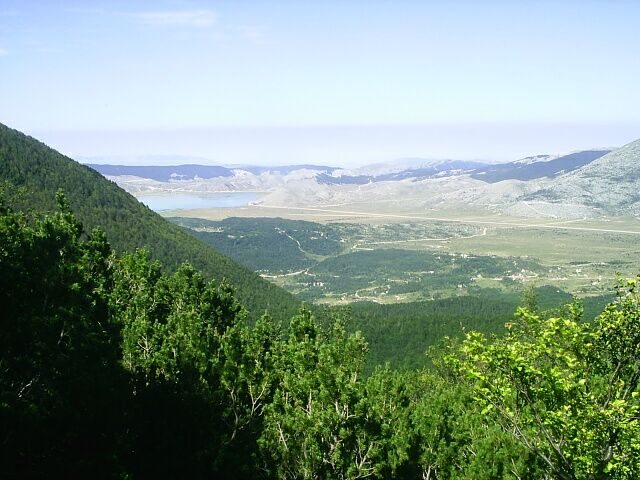
Vue du poljé de Blidinje

Le poljé de Livno est situé à proximité immédiate de Tomislavgrad ; il fait partie des aires protégées de Bosnie-Herzégovine et est inscrit depuis 2008 sur la liste des sites Ramsar pour la conservation et l'utilisation durable des zones humides. Depuis 2011, il figure aussi, en même temps que le lac de Buško, parmi les zones importantes pour la conservation des oiseaux (ZICO).
Le parc naturel de Blidinje, créé en 1995, s'étend en partie sur le territoire de la municipalité, les autres municipalités concernées étant celles de Jablanica et de Posušje. Il est situé entre les monts Čvrsnica et Vran, avec une vallée résultant de la fonte d'une zone glaciaire.
La grotte de Vrbine, sur le territoire du village de Kongora, et la Mijatova pećina, au pied du mont Vran sont inscrites sur la liste des monuments naturels géo-morphologiques du pays.

### Monuments culturels
Plusieurs monuments nationaux se trouvent à Tomislavgrad, comme la mosquée de Džudža Džafer-bey Kopčić (Čaršijska džamija), construite avant 1615 ; son cimetière abrite environ 50 nişans (stèles ottomanes). L'église catholique Saint-Nicolas-Tavelić avec sa maison paroissiale et le couvent franciscain de la villa sont eux aussi inscrits.

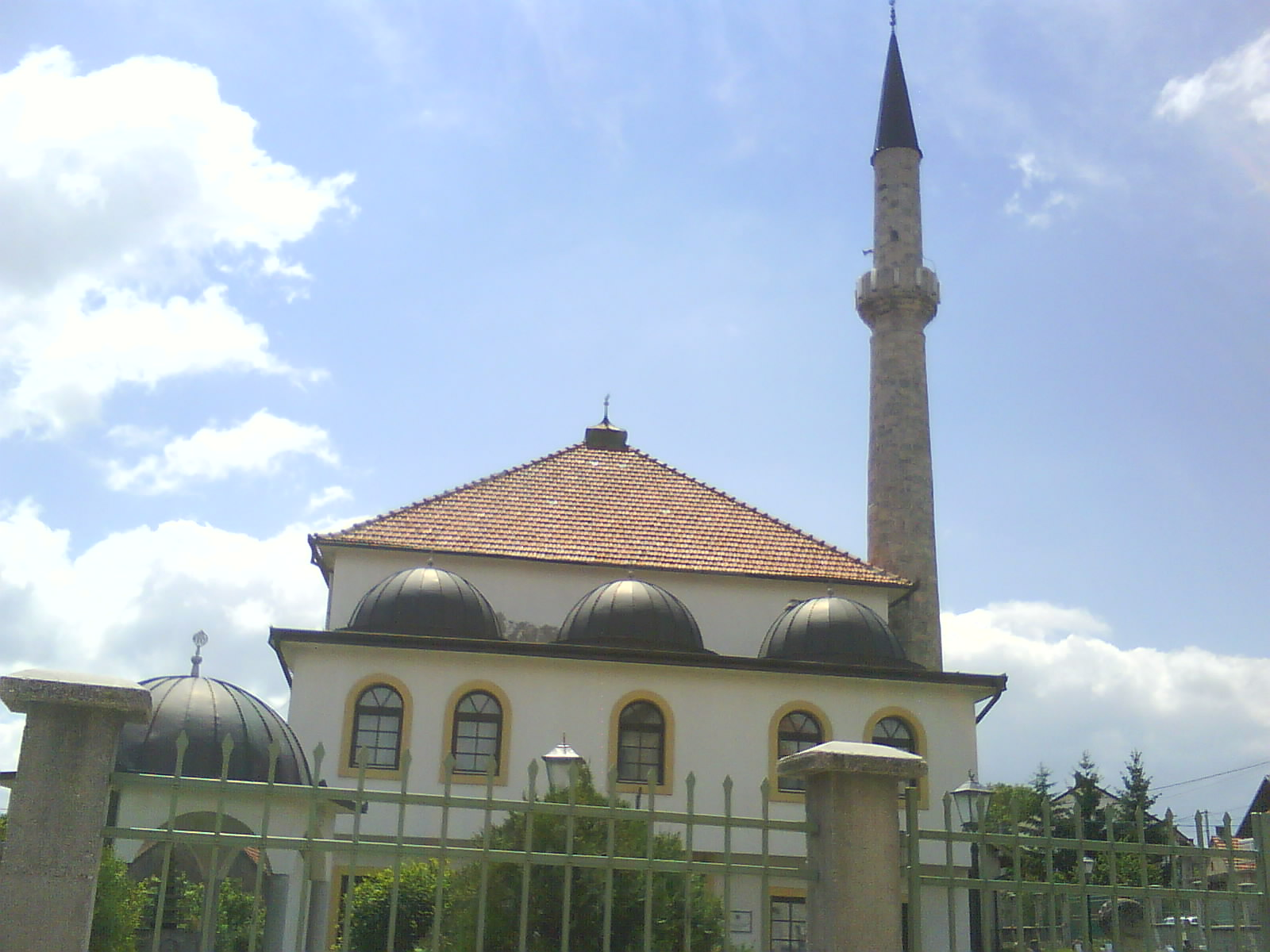
La mosquée de Džudža Džafer-bey Kopčić
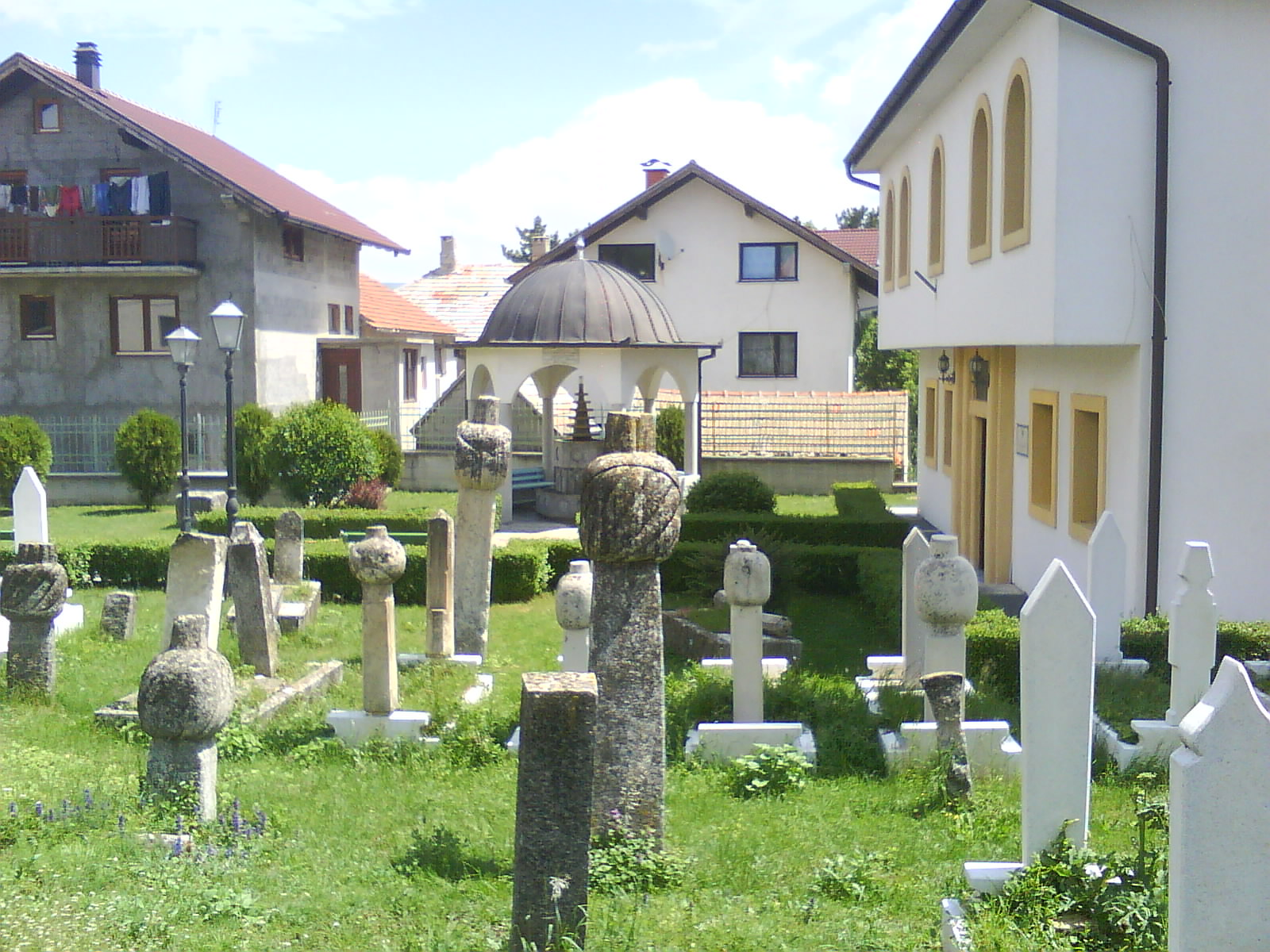
Le cimetière de la mosquée
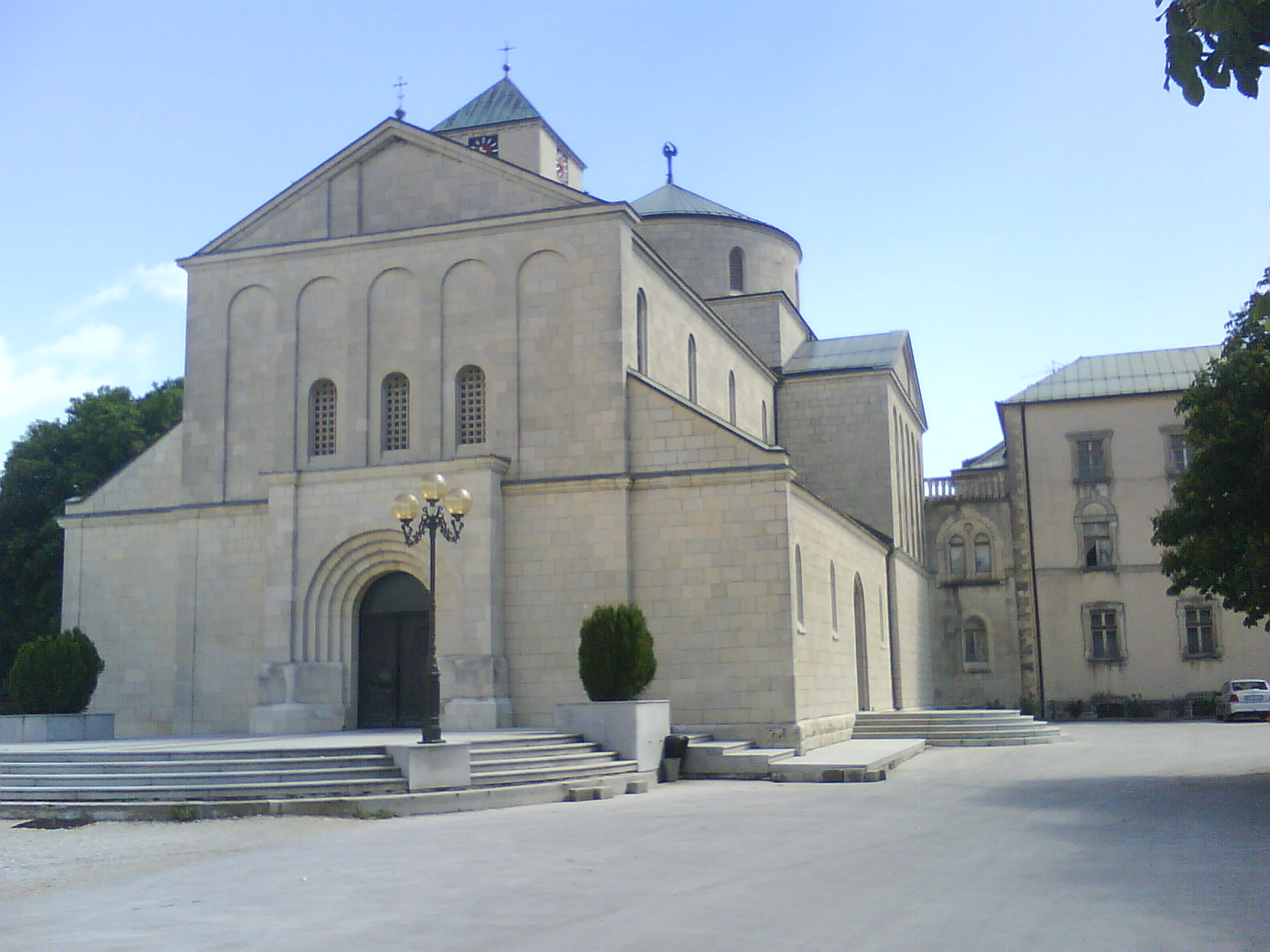
L'église catholique Saint-Nicolas-Tavelić

## Personnalités
- Dževad Karahasan (1953-2023), écrivain et dramaturge
- Vlado Šola (1968-), joueur de croate de handball
- Virgil Nevjestic (1935-2009), graveur, peintre et poète
- Ivica Đikić, journaliste et écrivain

## Jumelages
La ville de Tomislavgrad est jumelée avec :
- Bjelovar (Croatie)
- Đakovo (Croatie)
- Knin (Croatie)
- Solin (Croatie)
- Biograd na Moru (Croatie)
- Nin (Croatie)
- Jajce (Bosnie-Herzégovine)
- Novska (Croatie)